# Петелин, Михаил Иванович
Михаи́л Ива́нович Пете́лин (род. 7 марта 1937, Горький) — российский физик, лауреат Государственных премий СССР и РФ.

## Биография
Окончил Горьковский университет по специальности радиофизика (1959) и его аспирантуру (1962).
В 1962—1977 инженер, старший научный сотрудник, зав. лабораторией НИРФИ.
В 1977—2002 зав. лабораторией, с 1987 зав. отделом высокочастотной релятивистской электроники ИПФ АН СССР (с 1991 РАН).
С 1962 — ассистент, старший преподаватель, доцент, с 1991 профессор радиофакультета и ВШОПФ ГГУ (ННГУ).
Область научных интересов: микроволновая электроника и электродинамика больших мощностей, физика плазмы, радиолокация, ускорители заряженных частиц.
Соавтор 18 изобретений.

## Премии
- Государственная премия СССР (1967).
- Государственная премия Российской Федерации (2003)